# Humberto Pedrosa
Humberto Manuel dos Santos Pedrosa ComME (Venda do Pinheiro, Mafra, 3 de outubro de 1947) é um empresário português no ramo de transportes, dono do grupo Barraqueiro, e desde junho 2015 um sócio maioritário no consorcio Atlantic Gateway com o brasileiro David Neeleman, a assumir o controle da TAP Portugal. 

## Carreira
Aos 20 anos, seu pai confiou-lhe a Joaquim Jerónimo que, em 1914, com 11 autocarros, fazia o transporte de passageiros no eixo Torres Vedras - Lisboa. Este foi a origem do grupo Barraqueiro, cujo nome vem da alcunha dos seus fundadores, que durante uma fase da sua vida foram feirantes na Malveira, perto de Lisboa.
Desde então, Humberto Pedrosa começou investir em comprando empresas do sector dos transportes e do turismo. Escapou às nacionalizações por detalhes técnicos, já que as regras impunham que fossem abrangidas as dez maiores companhias com 100 autocarros e, na altura, era o 11.º e tinha 80 viaturas. Foi nos anos 1990 que deu o grande salto, com as aquisições que conseguiu fazer durante o processo de reprivatização da antiga Rodoviária Nacional. Ainda no final dessa década, atalhou caminho pela ferrovia, quando ganhou a concessão da Travessia Ferroviária do Tejo, explorada pela Fertagus, que integra o seu grupo. O investimento no metropolitano chegaria na viragem do milénio, com a construção e exploração do Metro Sul do Tejo, consolidando-se em 2010 com o Metro do Porto. 
A expansão internacional veio em 2011, com a entrada no Brasil, onde tem uma parceria no transporte rodoviário de passageiros em Manaus, e em Angola, com uma empresa de transporte de combustíveis em Luanda. A 7 de Junho de 2013 foi feito Comendador da Ordem do Mérito Empresarial Classe Comercial. Em 2014, o grupo Barraqueiro com 30 empresas, emprega 5400 pessoas e tem uma frota de 3200 veículos, gerou uma faturação de 370 milhões de euros e lucros de 2,3 milhões. No conselho de administração tem assento um dos filhos, David Pedrosa.

### TAP Air Portugal(carece de actualização)
Em 11 de junho de 2015, o consórcio Atlantic Gateway, foi o vencedor da corrida à privatização da TAP Portugal, assumindo o controle de 61 % do capital da companhia de bandeira portuguesa. Os restantes 39 % do capital da TAP Portugal dividem-se em 34 % para o Estado Português e 5 % para os colaboradores da TAP Portugal. O consórcio Gateway fica também com opção de compra sobre os 34 % do capital da TAP Portugal que são neste momento do Estado Português. No acordo está escrito que a TAP Portugal tem de manter o seu hub em Portugal no mínimo de 30 anos, sendo um ativo estratégico para Portugal.
O agrupamento Atlantic Gateway é constituído pela sociedade HPGB, SGPS, S.A. e pela DGN Corporation.

## Polémicas
A 13 de agosto de 2021 foi noticiado como sendo apoiante e tendo feito um donativo de 5.000 euros em seu nome ao partido político Chega, o que ele veio a negar, afirmando que não se revê no que apelidou de "discurso de partidos extremistas" e que não aceita que usem o seu nome abusivamente em manobras políticas apelidadas de "rasteiras".